# 小行星9274
小行星9274（9274 Amylovell）是一颗绕太阳运转的小行星，为主小行星带小行星。该小行星于1980年3月16日发现。

## 轨道参数
小行星9274的轨道半长轴为2.6288884 UA，离心率为0.160。